# Aissús
Aissús (oficial Issus) és un municipi occità del departament de l'Alta Garona, a la regió d'Occitània.